# اندیس جنوب شرق نشیب
جنوب شرق نشیب یک اندیس فلزی است که در حوالی شهر مشکان استان خراسان قرار دارد و مادهٔ معدنی موجود در آن، مس است.سنگ میزبان این اندیس ولکانیک است و دیرینگی آن به دوران ائوسن می‌رسد. در این اندیس، پاراژنز‌های کلسیت یافت می‌شوند.